# الکساندر سویداف
الکساندر سویداف (روسی: Александр Александрович Севидов؛ ۵ سپتامبر ۱۹۲۱ – ۱۵ آوریل ۱۹۹۲) بازیکن فوتبال اهل اتحاد جماهیر شوروی سوسیالیستی بود.
وی همچنین برندهٔ جوایزی همچون نشان برجسته افتخار شده‌است.
از باشگاه‌هایی که در آن بازی کرده‌است می‌توان به باشگاه فوتبال دینامو مینسک و باشگاه فوتبال تورپدو مسکو اشاره کرد.